# Gruppo di NGC 1275
Il Gruppo di NGC 1275 comprende almeno 48 galassie situate nella costellazione dell'Eridano.
La distanza media tra il centro di massa di questo gruppo e la nostra Via Lattea è di circa 241 milioni di anni luce (56,4 Mpc).
A sua volta, il Gruppo di NGC 1275 fa parte dell'ammasso di galassie denominato Ammasso di Perseo (Abell 426).

## Membri
Le 54 galassie componenti il gruppo, nell'ordine indicato nell'articolo di Garcia del 1993, sono elencate nella tabella sottostante.
Due di queste galassie non compaiono nell'elenco del database NASA/IPAC, ma nel database  HyperLeda sono registrate come doppioni: PGC 12307 = PGC 12306 e PGC 12487 = PGC 12485. La galassia PGC 12563 è pure un doppione di PGC 12562, anche se non è indicato nella lista.
Altre sei galassie sono doppioni (NASA, Simbad et HyperLeda): 12387, 12441, 12541, 12547, 12557 e 12566 del catalogo PGC sono doppioni rispettivamente di 12386, 12443, 12537, 12546, 12556 e 12565. In definitiva, il gruppo comprende 8 galassie in meno di quanto indicato da Garcia.
D'altra parte, l'appartenenza di NGC 1279 a questo gruppo è dubbia, in quanto la sua distanza dalla Via Lattea (343 milioni di anni luce) è molto maggiore della media del gruppo, che si attesta a 241 milioni di anni luce.
| Nome              | Classificazione | Tipo               | RA (J2000.0)  | DEC (J2000.0) | Velocità radiale (km/s) | Magnitudine apparente | Distanza (Mpc) | Dimensioni (kal) | Note                  |
| IC 288            | S?              | Spirale            | 03h 07m 32.9s | 42° 23′ 15″   | 5059 ± 15               | 14,2                  | 72,1 ± 5,1     | 84               |                       |
| NGC 1224          | S0-?            | Lenticolare        | 03h 11m 13.5s | 41° 21′ 49″   | 5235 ± 10               | 14,0                  | 74,7 ± 5,2     | 121              |                       |
| UGC 2617          | SAB(s)d         | Spirale intermédia | 03h 16m 00.8s | 40° 53′ 08″   | 4699 ± 2                | 11,83                 | 66,9 ± 4,7     | 147              |                       |
| IC 312 (NGC 1265) | E?              | Ellittica          | 03h 18m 08.6s | 41° 45′ 15″   | 4978 ± 13               | 13,4                  | 71,1 ± 5,0     | 79               |                       |
| NGC 1267          | E+?             | Ellittica          | 03h 18m 44.9s | 41° 28′ 04″   | 5059 ± 67               | 13,1                  | 75,6 ± 5,3     | 96               |                       |
| NGC 1270          | E?              | Ellittica          | 03h 18m 58.1s | 41° 28′ 12″   | 4967 ± 6                | 13,1                  | 70,9 ± 5,0     | 139              |                       |
| NGC 1277          | S0/a            | Lenticolare        | 03h 19m 51.5s | 41° 34′ 25″   | 5021 ± 2                | 13,6                  | 71,7 ± 5,0     | 56               |                       |
| NGC 1273          | SA0^0(r)?       | Lenticolare        | 03h 19m 26.7s | 41° 32′ 26″   | 5369 ± 1                | 13,2                  | 76,8 ± 5,4     | 95               |                       |
| UGC 2614          | S0/a            | Lenticolare        | 03h 15m 17.9s | 42° 41′ 47″   | 5252 ± 48               | 13,8                  | 75,1 ± 5,3     | 123              |                       |
| IC 310            | SA(r)0^0^?      | Lenticolare        | 03h 16m 43.0s | 41° 19′ 30″   | 5650 ± 3                | 12,7                  | 80,9 ± 5,7     | 117              |                       |
| NGC 1275          | S0              | Lenticolare        | 03h 19m 48.0s | 41° 30′ 42″   | 5264 ± 11               | 11,9                  | 75,3 ± 5,3     | 229              |                       |
| UGC 2610          | Sb              | Spirale            | 03h 14m 57.9s | 39° 20′ 56″   | 5085 ± 4                | 14,9                  | 72,5 ± 5,1     | 72               |                       |
| IC 294            | (R)SB(rs)a      | Spirale barrata    | 03h 11m 03.0s | 40° 37′ 20″   | 5015 ± 94               | 13,9                  | 71,5 ± 5,2     | 159              |                       |
| CGCG 540-59       | Sa              | Spirale            | 03h 13m 28.7s | 41° 04′ 31″   | 5502 ± 34               | 14,2                  | 78,8 ± 5,5     | 93               | PGC 12004             |
| CGCG 540-62       | E/S0            | Lenticolare        | 03h 14m 08.5s | 42° 44′ 57″   | 5476 ± 15               | 13,9                  | 75,4 ± 5,3     | 94               | PGC 12039             |
| PGC 12103         | E               | Ellittica          | 03h 15m 30.1s | 41° 15′ 05″   | 5435 ± 0                | 15,23                 | 77,7 ± 5,4     | 79               |                       |
| UGC 2618          | Sab             | Spirale            | 03h 16m 01.0s | 42° 04′ 28″   | 5354 ± 2                | 14,1                  | 76,6 ± 5,4     | 104              |                       |
| CGCG 540-74       | E               | Ellittica          | 03h 16m 27.5s | 41° 37′ 37″   | 4969 ± 1                | 14,1                  | 70,9 ± 5,0     | 63               | PGC 12160             |
| PGC 12206         | S0?             | Lenticolare        | 03h 17m 13.6s | 41° 26′ 08″   | 4989 ± 1                | 12,112 ± 0,082a       | 71,2 ± 5,0     | 71               |                       |
| CGCG 540-82       | SB?             | Spirale barrata    | 03h 17m 43.2s | 42° 23′ 06″   | 4816 ± 2                | 14,7                  | 68,7 ± 4,8     | 86               | PGC 12243             |
| PGC 12266         | SB0             | Lenticolare        | 03h 17m 57.6s | 41° 29′ 50″   | 4924 ± 2                | 12,005 ± 0,059a       | 70,3 ± 4,9     | 64               | Nota 1                |
| UGC 2646          | S0?             | Lenticolare        | 03h 18m 11.4s | 40° 21′ 06″   | 5329 ± 2                | 15,5                  | 76,2 ± 5,3a    | 90               |                       |
| PGC 12290         | E?              | Ellittica          | 03h 18m 18.0s | 41° 40′ 31″   | 8623 ± 4                | 12,226 ± 0,068        | 124,8 ± 8,7    | 83               | Nota 2                |
| PGC 12294         | S               | Spirale            | 03h 18m 20.9s | 41° 27′ 49″   | 4935 ± 0                | 9,142 ± 0,006a        | 70,4 ± 4,9     | 107              |                       |
| PGC 12306         | E?              | Ellittica          | 03h 18m 31.7s | 41° 16′ 26″   | 5525 ± 2                | 11,787 ± 0,055a       | 79,1 ± 5,5     | 66               |                       |
| PGC 12307         |                 |                    |               |               |                         |                       |                |                  | Doppione di PGC 12307 |
| PGC 12371         | S0              | Lenticolare        | 03h 19m 12.0s | 41° 05′ 21″   | 5109 ± 9                | 10,921 ± 0,044a       | 73,0 ± 5,1     | 132              |                       |
| PGC 12386         | S0?             | Lenticolare        | 03h 19m 12.0s | 41° 25′ 46″   | 5427 ± 1                | 11,157 ± 0,035a       | 77,7 ± 5,4     | 79               |                       |
| PGC 12387         |                 |                    |               |               |                         |                       |                |                  | Doppione di PGC 12386 |
| PGC 12414         | ?               | ?                  | 03h 19m 41.9s | 41° 29′ 58″   | 5041 ± 2                | 12,184 ± 0,009a       | 72,0 ± 5,0     | ?                |                       |
| PGC 12428         | S/S0?           | ?                  | 03h 19m 44.5s | 41° 16′ 41″   | 5503 ± 2                | 15,3 ± 0,40           | 78,8 ± 5,5     | 20               |                       |
| PGC 12387         |                 |                    |               |               |                         |                       |                |                  | Doppione di PGC 12443 |
| PGC 12443         | E               | Ellittica          | 03h 19m 55.5s | 41° 31′ 23″   | 5315 ± 0                | 10,797 ± 0,008        | 76,1 ± 5,3     | ?                |                       |
| NGC 1279          | S/SO?           | Lenticolare        | 03h 19m 59.1s | 41° 28′ 46″   | 7285 ± 0                | 15,0                  | 105,1 ± 7,4    | 122              | Appartenenza dubbia   |
| VZW 339           | E               | Ellittica          | 03h 20m 00.9s | 41° 33′ 14″   | 5273 ± 2                | 11,464 ± 0,032a       | 75,4 ± 5,3     | 46               | PGC 12451             |
| PGC 12485         | E               | Ellittica          | 03h 20m 17.4s | 41° 20′ 56″   | 5156 ± 2                | 12,295 ± 0,064a       | 73,7 ± 5,2     | 41               |                       |
| PGC 12487         |                 |                    |               |               |                         |                       |                |                  | Doppione di PGC 12485 |
| PGC 12506         | E               | Ellittica          | 03h 20m 28.6s | 41° 29′ 20″   | 5433 ± 2                | 11,717 ± 0,037a       | 77,8 ± 5,5     | 65               |                       |
| PGC 12513         | E?              | Ellittica          | 03h 20m 32.0s | 41° 45′ 31″   | 5064 ± 2                | 12,056 ± 0,059a       | 72,4 ± 5,1     | 57               |                       |
| PGC 12537         | S0              | Lenticolare        | 03h 20m 46.0s | 41° 44′ 06″   | 5348 ± 2                | 12,130 ± 0,060a       | 76,5 ± 5,4     | 59               |                       |
| PGC 12541         |                 |                    |               |               |                         |                       |                |                  | Doppione di PGC 12537 |
| PGC 12545         | ?               | ?                  | 03h 20m 49.5s | 41° 22′ 17″   | 5111 ± ?                | ?                     | 72,0 ± ?       | ?                | Nota 3                |
| PGC 12546         | E?              | Ellittica          | 03h 20m 50.7s | 41° 36′ 02″   | 5288 ± 2                | 10,767 ± 0,029a       | 75,7 ± 5,3     | 77               |                       |
| PGC 12547         |                 |                    |               |               |                         |                       |                |                  | Doppione di PGC 12546 |
| PGC 12556         | S(B?)           | Spirale barrata?   | 03h 20m 57.8s | 41° 30′ 23″   | 4995 ± 3                | 10,943 ± 0,025a       | 71,3 ± 5,0     | 60               |                       |
| PGC 12557         |                 |                    |               |               |                         |                       |                |                  | Doppione di PGC 12556 |
| PGC 12563         | E?              | Ellittica          | 03h 21m 00.4s | 41° 33′ 45″   | 4706 ± 2                | 11,040 ± 0,026a       | 67,1 ± 4,7     | 63               | PGC 12562             |
| PGC 12565         | E?              | Ellittica          | 03h 21m 02.2s | 41° 24′ 34″   | 5011 ± 2                | 11,299 ± 0,046a       | 71,6 ± 5,0     | 75               |                       |
| PGC 12566         |                 |                    |               |               |                         |                       |                |                  | Doppione di PGC 12565 |
| CGCG 540-114      | Sa              | Spirale            | 03h 21m 32.8s | 41° 24′ 37″   | 5334 ± 1                | 13,75 ± 0,02          | 76,3 ± 5,4     | 82               | PGC 12593             |
| UGC 2696          | Scd             | Spirale            | 03h 22m 05.1s | 42° 10′ 19″   | 5453 ± 94               | 15,0                  | 78,1 ± 5,6     | 102              |                       |
| MCG 7-7-78        |                 | Lenticolare        | 03h 22m 11.6s | 40° 43′ 37″   | 4763 ± 2                | 14,20                 | 67,9 ± 4,8     | 61               | PGC 12627             |
| PGC 12641         | S0/E            | Lenticolare        | 03h 22m 24.4s | 41° 28′ 47″   | 5534 ± 0                | 10,834 ± 0,029a       | 79,3 ± 5,6     | 91               |                       |
| UGC 2708          | S0              | Lenticolare        | 03h 23m 48.8s | 40° 33′ 28″   | 5331 ± 2                | 14,5                  | 76,3 ± 5,4     | 119              |                       |

- a Nel vicino infrarosso.
- Note 1 : Nel database NASA/IPAC è designata 2MASX J03175762+4129496
- Note 2 : Queste galassie sono notevolmente più lontane degli altri membri del gruppo. Probabilmente Garcia aveva usato distanze non corrette.
- Note 3 : Galassia non presente nel database NASA/IPAC.

Il sito DeepskyLog permette di trovare agevolmente le costellazioni in cui sono situate le galassie; in alternativa si possono utilizzare le coordinate delle galassie per individuarle. Se non altrimenti indicato, le coordinate sono quelle fornite dal sito NASA/IPAC (National Aeronautics and Space Administration / Infrared Processing and Analysis Center).